# Symphurus novemfasciatus
Symphurus novemfasciatus är en fiskart som beskrevs av Shen och Lin, 1984. Symphurus novemfasciatus ingår i släktet Symphurus och familjen Cynoglossidae. Inga underarter finns listade i Catalogue of Life.